# Elizabeth Heyrick
Elizabeth Heyrick (4 de diciembre de 1769 - 18 de octubre de 1831) fue una filántropa inglesa y defensora de la lucha contra la trata de la esclavitud.

## Biografía
Nacida en Leicester, su padre John Coltman había sido un fabricante de telas de estambre y un unitario, su madre Elizabeth Cartwright una poeta y escritora. De joven, Elizabeth estuvo expuesta a la política radical y a los escritos de Thomas Paine, y mostró una habilidad natural para pintar paisajes. Conoció a John Wesley cuando visitó la casa familiar y poco después se convirtió en una metodista practicante. Fue maestra de escuela y, en 1787 se casó con John Heyrick, un abogado y descendiente del poeta Robert Herrick. Después de su muerte en 1795, cuando ella tenía 25 años, se convirtió en cuáquera, poco después de dedicar su vida a la reforma social. Se convirtió en una de las activistas radicales más prominentes de la década de 1820.
En 1823, se fundó la Sociedad Antiesclavista. Los miembros incluían a Heyrick, Mary Lloyd, Jane Smeal, Elizabeth Pease Nichol, Joseph Sturge, Thomas Clarkson, William Wilberforce, Henry Brougham, Thomas Fowell Buxton y Anne Knight.

## Abolición de esclavos
A principios del siglo XIX, los prominentes líderes del movimiento antiesclavista, William Wilberforce y Thomas Clarkson, creían que cuando se aboliera la trata de esclavos en 1808, la propia esclavitud se extinguiría gradualmente. Así que se permitió que la propia esclavitud continuara en las Indias Occidentales británicas y en otros lugares del Imperio británico después de la abolición de la trata de esclavos. Los activistas como Heyrick querían la abolición completa e inmediata de la institución de la esclavitud. Una década después de la abolición del comercio, era obvio que la esclavitud en sí misma no se extinguiría gradualmente, y que el punto de vista de Heyrick era el más acertado. Como firme partidaria de la abolición completa, en particular de los africanos esclavizados, decidió enfrentarse a los líderes del movimiento abolicionista. En 1823 - 1824, Heyrick publicó un folleto titulado «Abolición inmediata, no gradual», en el que criticaba a los principales defensores de la lucha contra la esclavitud, como Wilberforce, por su enfoque «gradualista» y por concentrar demasiada energía en la propia trata de esclavos. En su panfleto, Heyrick dijo: «Los plantadores de las Indias Occidentales, han ocupado un lugar demasiado prominente en la discusión de esta gran cuestión. Los abolicionistas han mostrado demasiada cortesía y acomodación hacia estos caballeros». Como resultado, «este panfleto cambió su punto de vista», y «ahora atacaron la esclavitud como un pecado que debe ser abandonado inmediatamente».
Con el fin de promover la conciencia pública sobre los problemas de la trata de esclavos y golpear los beneficios de los plantadores e importadores de bienes producidos por esclavos, Heyrick alentó un movimiento social para boicotear el azúcar de las Indias Occidentales, visitando las tiendas de comestibles en Leicester para persuadirlos de que no la almacenaran. Heyrick creía que las mujeres debían involucrarse en estos temas ya que estaban particularmente cualificadas para «no únicamente simpatizar con el sufrimiento, sino también para abogar por los oprimidos».[3].

## Otras causas
Profundamente preocupada por el bienestar de los presos de larga duración, Elizabeth Heyrick fue una visitante de la prisión; en 1809 impidió un hostigamiento de toros comprando el toro. Elizabeth fue la autora de más de veinte panfletos y otras obras sobre temas tan diversos como el acoso de toros, la reforma penitenciaria, la guerra, la situación de los pobres, el vagabundeo, los salarios, los castigos corporales y la reforma electoral. Hacia el final de su vida se involucró en la campaña contra la pena capital.

## Fallecimiento
Elizabeth Heyrick nunca vivió para ver la aprobación del Acta de Abolición de la Esclavitud de 1833. Murió el 18 de octubre de 1831 y está enterrada en Leicester, donde nació.